# Chamois Niortais FC
Chamois Niortais Football Club (ofta kallad endast Niort) är en fransk fotbollsklubb från Niort som ligger i västra Frankrike. Klubben grundades 1925 och spelar sina hemmamatcher på Stade René Gaillard. 

## Historia
Klubben har spenderat mest tid i de lägre divisionerna men hade två år av briljans då man först säsongen 1985-86 lyckades säkra sin första uppflyttning till Ligue 2 och säsongen efter lyckades man mirakelöst vinna Ligue 2 efter att ha gått obesegrad i 17 raka matcher och uppflyttning till Ligue 1 var ett faktum. Klubbens första och enda säsongen Ligue 1 slutade på en 18 plats vilket innebar nedflyttningskval mot SM Caen. Niort förlorade kvalet med 3-0 vilket innebar nedflyttning till Ligue 2. Klubben höll sig kvar i Ligue 2 ända fram till säsongen 2004/05 då man åkte ner till Championnat National men Chamois Niortais vann Championnat National säsong 2005/06 och lyckades ta sig tillbaka till Ligue 2 efter bara en säsong. Man höll sig kvar i två säsonger till men säsongen 2007/08 åkte klubben ur efter ett mål på stopptid och säsongen efter åkte man även ur Ligue 2 och säsongen efter åkte man även ur Championnat National för första gången sedan 1970. Niort tog sig tillbaka till Ligue 2 igen säsongen 2012/13 och har varit kvar i ligan fram tills idag.